# کلیسای جامع درسدن
کلیسای جامع درسدن (انگلیسی: Dresden Cathedral) یک کلیسای جامع کاتولیک در شهر درسدن، آلمان است.
این کلیسا که در سال ۱۷۳۹ بنیان‌گذاری شده دارای ۹۲ متر طول، ۵۴ متر عرض و ۸۶ متر ارتفاع برج است.